# Persone di cognome Russo
| Questa pagina contiene informazioni ricavate automaticamente dalle voci biografiche con l'ausilio del template Bio e di un bot. L'aggiornamento è periodico e automatico e ricostruisce completamente la pagina. Se manca una persona in questa lista, sei pregato di non aggiungerla, ma accertati piuttosto che la sua voce biografica contenga il template Bio e che i dati anagrafici siano correttamente compilati. Se il template Bio manca, inseriscilo tu stesso o, in alternativa, metti l'avviso {{tmp\|Bio}} che ne segnala la mancanza. Se i dati riportati sono sbagliati, correggi direttamente la voce biografica; le modifiche saranno visibili in questa lista entro pochi giorni. Per chiarimenti vedi il progetto antroponimi. La lista contiene solo le 162 persone che sono citate nell'enciclopedia e per le quali è stato implementato correttamente il template Bio. Pagina aggiornata al 23 lug 2025. |

Questa è una lista di persone presenti nell'enciclopedia che hanno il cognome Russo, suddivise per attività principale.

## Allenatori di calcio(8)
- Miguel Ángel Russo, allenatore di calcio e ex calciatore argentino (Lanús, n. 1956)
- Daniele Russo, allenatore di calcio e ex calciatore italiano (Roma, n. 1973)
- Luigi Russo, allenatore di calcio e ex calciatore italiano (Sapri, n. 1964)
- Nello Russo, allenatore di calcio e ex calciatore italiano (Vimodrone, n. 1981)
- Raffaele Russo, allenatore di calcio italiano
- Roberto Russo, allenatore di calcio e ex calciatore italiano (Milano, n. 1959)
- Salvatore Russo, allenatore di calcio e ex calciatore italiano (Salerno, n. 1971)
- Vittorio Russo, allenatore di calcio e ex calciatore italiano (Trieste, n. 1939)

## Allenatori di hockey su ghiaccio(1)
- Adam Russo, allenatore di hockey su ghiaccio e hockeista su ghiaccio canadese (Montréal, n. 1983)

## Allenatori di pallacanestro(2)
- Andy Russo, allenatore di pallacanestro statunitense (Evanston, n. 1948)
- Totò Russo, allenatore di pallacanestro italiano († 1974)

## Arcivescovi cattolici(1)
- Luciano Russo, arcivescovo cattolico italiano (Lusciano, n. 1963)

## Artisti(1)
- Francesco Maria Russo, artista italiano

## Atleti paralimpici(1)
- Nicky Russo, atleta paralimpico italiano (Montréal, n. 1974)

## Attori(11)
- Angelo Russo, attore italiano (Ragusa, n. 1961)
- Damiano Russo, attore italiano (Bari, n. 1983 - Roma, † 2011)
- Federico Russo, attore italiano (Roma, n. 1997)
- Gaetano Russo, attore italiano (Acireale, n. 1950)
- Gianfranco Russo, attore italiano (Piano di Sorrento, n. 1972)
- Gianni Russo, attore e imprenditore statunitense (New York, n. 1943)
- James Russo, attore statunitense (New York, n. 1953)
- Luigi Russo, attore, regista e sceneggiatore italiano (Sanremo, n. 1931 - Bracciano, † 2014)
- Mario Russo, attore e musicista italiano (Crotone, n. 1992)
- Michele Russo, attore e regista italiano (Bernalda, n. 1962)
- Tato Russo, attore, scrittore e commediografo italiano (Napoli, n. 1947)

## Attrici(4)
- Adriana Russo, attrice e cantante italiana (Roma, n. 1954)
- Deanna Russo, attrice statunitense (New Jersey, n. 1979)
- Elena Russo, attrice italiana (Napoli, n. 1972)
- Rene Russo, attrice statunitense (Burbank, n. 1954)

## Briganti(1)
- Giuseppe Russo, brigante italiano (Montepaone, n. 1781 - Stalettì, † 1811)

## Calciatori(9)
- Adriano Russo, ex calciatore italiano (Napoli, n. 1987)
- Alejandro Russo, ex calciatore argentino (Ensenada, n. 1968)
- Carmelo Russo, calciatore italiano (Lecce, n. 1921)
- Daniele Russo, calciatore svizzero (n. 1985)
- Danilo Russo, calciatore italiano (Castellammare di Stabia, n. 1987)
- Facundo Russo, calciatore argentino (n. 2000)
- Franco Russo, calciatore argentino (Buenos Aires, n. 1994)
- Giuseppe Russo, ex calciatore italiano (Catania, n. 1983)
- Juan Carlos Russo, ex calciatore argentino

## Calciatrici(2)
- Alessia Russo, calciatrice inglese (Maidstone, n. 1999)
- Federica Russo, ex calciatrice italiana (Torino, n. 1991)

## Cantanti(1)
- Gloriana, cantante, attrice e conduttrice televisiva italiana (Napoli, n. 1946)

## Ceramisti(1)
- Nicolò Russo, ceramista italiano (Napoli, n. 1677 - Cerreto Sannita, † 1756)

## Cestiste(2)
- Elena Russo, ex cestista italiana (Lecce, n. 1988)
- Francesca Romana Russo, cestista italiana (Tarquinia, n. 1996)

## Chitarristi(1)
- Alessandro Russo, chitarrista, violinista e compositore italiano (Roma, n. 1957)

## Ciclisti su strada(1)
- Clément Russo, ciclista su strada e ciclocrossista francese (Lione, n. 1995)

## Conduttori radiofonici(1)
- Federico Russo, conduttore radiofonico e conduttore televisivo italiano (Firenze, n. 1980)

## Conduttrici televisive(1)
- Veronica Maya, conduttrice televisiva e showgirl italiana (Parigi, n. 1977)

## Critici letterari(1)
- Luigi Russo, critico letterario e storico della letteratura italiano (Delia, n. 1892 - Marina di Pietrasanta, † 1961)

## Danzatrici su ghiaccio(1)
- Giada Russo, danzatrice su ghiaccio italiana (Torino, n. 1997)

## Dirigenti sportivi(5)
- Bruno Russo, dirigente sportivo, allenatore di calcio e ex calciatore italiano (Crosia, n. 1966)
- Carmine Russo, dirigente sportivo e ex arbitro di calcio italiano (Avellino, n. 1976)
- Mario Russo, dirigente sportivo, allenatore di calcio e calciatore italiano (Lecce, n. 1948 - Lecce, † 2017)
- Orazio Russo, dirigente sportivo, allenatore di calcio e ex calciatore italiano (Misterbianco, n. 1973)
- Vince Russo, dirigente sportivo e sceneggiatore statunitense (New York, n. 1961)

## Drammaturghe(1)
- Letizia Russo, drammaturga italiana (Roma, n. 1980)

## Drammaturghi(1)
- Roberto Russo, drammaturgo italiano (Napoli, n. 1960)

## Filologi(1)
- Vittorio Russo, filologo e italianista italiano (Napoli, n. 1934 - Maratea, † 1997)

## Fisici(1)
- Lucio Russo, fisico, matematico e storico della scienza italiano (Venezia, n. 1944 - Bologna, † 2025)

## Fumettisti(1)
- Nino Russo, fumettista italiano (Milano, n. 1960)

## Funzionari(1)
- Luigi Russo, prefetto, politico e generale italiano (Verona, n. 1882 - Roma, † 1964)

## Generali(1)
- Nicola Russo, generale italiano (Rionero in Vulture, n. 1897 - Roma, † 1959)

## Ginnaste(1)
- Alessia Russo, ginnasta italiana (Figline Valdarno, n. 1996)

## Ginnasti(1)
- Andrea Russo, ginnasta italiano (Roma, n. 1997)

## Giornalisti(5)
- Alfio Russo, giornalista italiano (Macchia di Giarre, n. 1902 - Roma, † 1976)
- Antonio Russo, giornalista italiano (Chieti, n. 1960 - Tbilisi, † 2000)
- Giovanni Russo, giornalista, scrittore e commediografo italiano (Salerno, n. 1925 - Roma, † 2017)
- Massimo Russo, giornalista italiano (Venezia, n. 1965)
- Ugo Russo, giornalista e cantante italiano (Roma, n. 1950)

## Grecisti(1)
- Carlo Ferdinando Russo, grecista e filologo classico italiano (Napoli, n. 1922 - Bari, † 2013)

## Hockeiste su prato(1)
- Mariné Russo, ex hockeista su prato argentina (Quilmes, n. 1980)

## Imprenditori(1)
- Pasquale Russo, imprenditore, dirigente sportivo e politico italiano (Solofra, n. 1914 - † 1990)

## Ingegneri(1)
- Gioacchino Russo, ingegnere, militare e politico italiano (Catania, n. 1865 - Catania, † 1953)

## Lottatrici(1)
- Aurora Russo, lottatrice italiana (Torino, n. 2003)

## Mafiosi(4)
- Giuseppe Genco Russo, mafioso e politico italiano (Mussomeli, n. 1893 - Mussomeli, † 1976)
- Joseph Russo, mafioso statunitense (Boston, n. 1931 - Springfield, † 1998)
- Pasquale Russo, mafioso italiano (Nola, n. 1947)
- Salvatore Russo, mafioso italiano (Nola, n. 1958)

## Militari(2)
- Domenico Russo, militare italiano (Santa Maria Capua Vetere, n. 1950 - Palermo, † 1982)
- Raffaele Russo, militare italiano (Napoli, n. 1941 - Napoli, † 1979)

## Musicisti(1)
- William Russo, musicista, compositore e arrangiatore statunitense (Chicago, n. 1928 - Chicago, † 2003)

## Pallamaniste(1)
- Daniela Russo, ex pallamanista italiana (Siracusa, n. 1981)

## Pallavolisti(2)
- Massimiliano Russo, pallavolista italiano (Torino, n. 1976)
- Roberto Russo, pallavolista italiano (Palermo, n. 1997)

## Parolieri(1)
- Vincenzo Russo, paroliere e artigiano italiano (Napoli, n. 1876 - Napoli, † 1904)

## Patrioti(2)
- Alecu Russo, patriota e scrittore rumeno (Chișinău, n. 1819 - Iași, † 1859)
- Vincenzio Russo, patriota e politico italiano (Palma Campania, n. 1770 - Napoli, † 1799)

## Personaggi televisivi(1)
- Clemente Russo, personaggio televisivo, dirigente sportivo e ex pugile italiano (Caserta, n. 1982)

## Piloti automobilistici(3)
- Eddie Russo, pilota automobilistico statunitense (Chicago, n. 1925 - King, † 2012)
- Geki, pilota automobilistico italiano (Milano, n. 1937 - Caserta, † 1967)
- Paul Russo, pilota automobilistico statunitense (Kenosha, n. 1914 - Daytona Beach, † 1976)

## Piloti motociclistici(1)
- Riccardo Russo, pilota motociclistico italiano (Maddaloni, n. 1992)

## Pittori(3)
- Domenico Russo, pittore e commediografo italiano (Nicotera, n. 1831 - Nicotera, † 1907)
- Mario Russo, pittore italiano (Napoli, n. 1925 - Roma, † 2000)
- Nicola Russo, pittore italiano (n. 1647 - † 1702)

## Poeti(2)
- Ferdinando Russo, poeta e giornalista italiano (Napoli, n. 1866 - Napoli, † 1927)
- Peppino Russo, poeta, paroliere e compositore italiano (Napoli, n. 1907 - Napoli, † 1993)

## Politiche(4)
- Carine Russo, politica belga (Liegi, n. 1962)
- Gaetana Russo, politica italiana (Fidenza, n. 1981)
- Loredana Russo, politica italiana (Palermo, n. 1962)
- Rosa Russo, politica italiana (Sorrento, n. 1940 - Piano di Sorrento, † 2019)

## Politici(28)
- Tonino Russo, politico italiano (Monreale, n. 1971)
- Antonio Russo, politico italiano (Giugliano in Campania, n. 1952 - Giugliano in Campania, † 2012)
- Arcangelo Russo, politico italiano (San Cataldo, n. 1923 - † 1975)
- Carlo Russo, politico italiano (Savona, n. 1920 - Savona, † 2007)
- Enrico Russo, politico e sindacalista italiano (Napoli, n. 1895 - Napoli, † 1973)
- Ferdinando Russo, politico italiano (Giuliana, n. 1930 - † 2024)
- Ferdinando Russo, politico italiano (Aversa, n. 1935)
- Francesco Russo, politico e dirigente pubblico italiano (Trieste, n. 1969)
- Franco Russo, politico italiano (Paduli, n. 1945)
- Gaspare Russo, politico italiano (Minori, n. 1927)
- Giacinto Russo, politico italiano (Caivano, n. 1953 - Napoli, † 2025)
- Giovanni Russo, politico e avvocato italiano (Savona, n. 1932 - Savona, † 2016)
- Giovanni Russo, politico italiano (Capua, n. 1981)
- Giuseppe Russo, politico italiano (Giarre, n. 1920 - Macchia di Giarre, † 2007)
- Giuseppe Russo, politico italiano (Casoria, n. 1936 - † 2011)
- Luigi Russo, politico italiano (Monopoli, n. 1904 - Monopoli, † 1992)
- Marco Russo, politico italiano (Savona, n. 1966)
- Marty Russo, politico statunitense (Chicago, n. 1944)
- Michelangelo Russo, politico italiano (Sciacca, n. 1931 - Palermo, † 2006)
- Paolo Russo, politico e scrittore italiano (Marigliano, n. 1960)
- Paolo Emilio Russo, politico italiano (Como, n. 1977)
- Quirino Russo, politico e avvocato italiano (Mariglianella, n. 1921 - † 1986)
- Lello Russo, politico italiano (Pomigliano d'Arco, n. 1939)
- Raffaele Russo, politico e avvocato italiano (Sorrento, n. 1932 - † 2024)
- Raoul Russo, politico italiano (Palermo, n. 1971)
- Salvatore Russo, politico italiano (Mazzarino, n. 1899 - Palermo, † 1980)
- Vincenzo Russo, politico italiano (Foggia, n. 1924 - Roma, † 2005)
- Vincenzo Russo, politico e avvocato italiano (Mariglianella, n. 1901 - † 1976)

## Poliziotti(1)
- Giuseppe Russo, carabiniere italiano (Cosenza, n. 1928 - Ficuzza, † 1977)

## Presbiteri(1)
- Francesco Russo, presbitero e storico italiano (Castrovillari, n. 1908 - Roma, † 1991)

## Pugili(1)
- Tommaso Russo, ex pugile italiano (Marcianise, n. 1971)

## Rapper(1)
- Monet192, rapper svizzero (San Gallo, n. 1997)

## Registi(6)
- Anthony e Joe Russo, regista, sceneggiatore e produttore televisivo statunitense (Cleveland, n. 1970)
- Enzo Russo, regista e sceneggiatore italiano (Polistena, n. 1984)
- Nino Russo, regista, sceneggiatore e drammaturgo italiano (Napoli, n. 1939)
- Renzo Russo, regista e sceneggiatore italiano
- Roberto Russo, regista, sceneggiatore e fotografo italiano (Roma, n. 1947)
- Tiziano Russo, regista e sceneggiatore italiano (Nardò, n. 1985)

## Sceneggiatori(1)
- John A. Russo, sceneggiatore e regista statunitense (Clarion, n. 1939)

## Scenografi(1)
- Salvatore Russo, scenografo e costumista italiano (Palermo, n. 1940)

## Schermidori(1)
- William Russo, schermidore italiano (Palermo, n. 1977)

## Scrittori(6)
- Albert Russo, scrittore, poeta e fotografo belga (Kamina, n. 1943)
- Enzo Russo, scrittore italiano (Mazzarino, n. 1946)
- Richard Russo, scrittore statunitense (Johnstown, n. 1949)
- Richard Paul Russo, scrittore statunitense (San Jose, n. 1954)
- Vito Russo, scrittore, attivista e storico del cinema statunitense (New York, n. 1946 - Los Angeles, † 1990)
- Vittorio Russo, scrittore italiano (Castel Volturno, n. 1939)

## Scrittrici(2)
- Anna Russo, scrittrice italiana (Napoli, n. 1965)
- Carla Maria Russo, scrittrice italiana (Campobasso, n. 1950)

## Scultori(1)
- Gaetano Russo, scultore italiano (Messina, n. 1847 - Messina, † 1908)

## Showgirl(1)
- Carmen Russo, showgirl, ballerina e personaggio televisivo italiana (Genova, n. 1959)

## Sociologi(1)
- Pippo Russo, sociologo, saggista e giornalista italiano (Agrigento, n. 1965)

## Sollevatrici(1)
- Giorgia Russo, sollevatrice italiana (Palermo, n. 1993)

## Tennisti(1)
- Eugene Russo, ex tennista australiano

## Vescovi cattolici(4)
- Giuseppe Russo, vescovo cattolico italiano (Taranto, n. 1966)
- Michele Russo, vescovo cattolico e missionario italiano (San Giovanni Rotondo, n. 1945 - Milano, † 2019)
- Salvatore Russo, vescovo cattolico italiano (Catania, n. 1885 - † 1964)
- Stefano Russo, vescovo cattolico italiano (Ascoli Piceno, n. 1961)

## Zoologi(1)
- Achille Russo, zoologo italiano (Nicotera, n. 1866 - Catania, † 1955)

## Senza attività specificata(1)
- Antonella Russo, italiana (Solofra, n. 1984 - Solofra, † 2007)